# رمانه
رمانه (به لاتین: Rummanah) یک روستا در دولت فلسطین است که در استان جنین واقع شده‌است. رمانه ۳٬۳۷۲ نفر جمعیت دارد.